# Franz Mariaux
Hermann Franz Mariaux (* 24. Juni 1898 in Köln; † 24. März 1986 in Königswinter) war ein deutscher Journalist und Schriftsteller.

## Leben und Wirken
Mariaux studierte nach dem Ersten Weltkrieg Wirtschafts- und Sozialwissenschaften an der Universität Köln. Nach der Promotion zum Dr. pol. erhielt er eine Stellung als hauptberuflicher Journalist beim Ullstein Verlag: Für zwei von dessen Zeitungen, die Vossischen Zeitung und – bis zum 1. Juli 1930 – die Kölnische Zeitung, berichtete Mariaux insbesondere aus Genf über die Tagungen des Völkerbundes.
Daneben betätigte Mariaux, der den jungkonservativen Gegnern der Weimarer Republik zugerechnet wird, sich als freier Publizist. Enge berufliche und freundschaftliche Bande unterhielt er insbesondere zu dem rechtselitären Publizisten Edgar Jung. Wie Jung vertrat Mariaux denkbar rechte, konservative und imperialistische Auffassungen: So definierte er das Reich als die dem deutschen Volk „gemäße“ politische Gestalt, in der dessen eigene Ordnung sich als Bürge der Ordnung des Festlandes bewähren würde. Deutschland hatte nach Mariauxs Meinung ein Recht auf sein Reich. Dieses leitete sich nach seiner Meinung aus dem Ordnungsgesetz ab, unter dem der Kontinent als Ganzes stehe.
Seine Gegnerschaft zum politischen System der Weimarer Republik brachte Mariaux 1931 besonders klar zum Ausdruck, als er 1931 das seinerzeit vielgelesene Buch Der Schutthaufen vorlegte, das den Weimarer Staat bereits im Titel auf den Müllhaufen der Geschichte zu verbannen versuchte.
Ab 1932 nahm Mariaux als Leiter der Abteilung „Zeitfunk und Sport“ bei der Funk-Stunde A.G. in Berlin Führungsaufgaben im Rundfunkbetrieb der Hauptstadt wahr, musste seinen Posten aber bereits 1933 wieder räumen. Stattdessen ging er als Vertreter der Ullstein-Presse nach Paris.
Nach der Machtübernahme der Nationalsozialisten im Frühjahr 1933 stand Mariaux in enger Verbindung zu der sich zu dieser Zeit im Büro von Hitlers konservativem Vizekanzler Franz von Papen organisierenden Widerstandsgruppe. Im Auftrag seines Freundes Jung, der den geistigen Mittelpunkt dieser „Kanzleigruppe“ (auch „Jung-Bose-Ketteler-Tschirschky-Gruppe“ oder „Papen-Kreis“ genannt) bildete, beteiligte Mariaux sich an den Versuchen der Gruppe Verbündete für einen geplanten antinazistischen Staatsstreich in der Reichswehr zu werben. Namentlich fungierte Mariaux seit April 1934 als Mittelsmann der Gruppe zu den beiden entlassenen Generälen Kurt von Schleicher und Ferdinand von Bredow, die man ins Lager der Verschwörer hineinzuziehen hoffte.
Am Abend des 28. Juni 1934 wurde Mariaux von Beamten der Gestapo in der Wohnung von Edgar Jung, wo er als dessen Gast die Nacht verbringen wollte, verhaftet. Jung selbst war bereits am 25. Juni verhaftet worden. Der Umstand, dass Mariaux bei einem ersten Besuch in Jungs Wohnung am Mittag des Tages – bei dem er seinen Koffer dort abstellte um anschließend noch einmal zu einigen Terminen aufzubrechen – nicht verhaftet worden war, sorgte später für zahlreiche Verdächtigungen, dass er in Wahrheit mit der Gestapo zusammengearbeitet habe und die Kanzleigruppe an diese verraten habe: So äußerte der langjährige französische Botschafter in Berlin und Bonn, André François-Poncet im Jahre 1955 gegenüber einem Überlebenden der Jung-Gruppe: „Sie [die Kanzleigruppe] hatten einen Verräter, Herrn Mariaux!“ Edmund Forschbach, der Zeuge von Mariauxs Verhaftung wurde, bezweifelte die Richtigkeit dieser und ähnlicher Unterstellungen ausdrücklich: „Ein Verräter war Mariaux nicht, wenn ihm auch eine journalistische Wichtigtuerei zu eigen war. Ich habe ihn in den kritischen Stunden so eindeutig als Freund Edgar Jungs erlebt, dass ich jede Verstellungskunst ausschließen möchte.“ Das Überleben Mariauxs führte Forschbach auf den Umstand zurück, dass schon am Morgen des 30. Juni mehrere Schweizer Zeitungen über seine Verhaftung berichteten. Da Mariaux seit seiner Korrespondentenzeit in Genf bei den Vertretern der Schweizer Presse weithin bekannt war, hätten diese ihre Stimme zu seinen Gunsten erhoben: „Auf ihre Proteste, vielleicht auch auf eine Demarche der französischen Botschaft hin, wagte die Gestapo offenbar nicht, auch Mariaux umzubringen.“
Joseph Goebbels baute Mariaux als einen namenlosen Journalisten in die Radioansprache ein, mit der er die Ermordung Kurt von Schleichers rechtfertigte: In der Ansprache verbreitete der Propagandaminister die erlogene Behauptung, Schleicher habe Landesverrat verübt, indem er sich mit der französischen Regierung gegen die Reichsregierung verbündet habe. Die Behauptung Goebbels, dass die Verbindung zwischen Schleicher und den Franzosen „durch einen deutschen Journalisten“ hergestellt worden sei, zielte dabei auf Mariaux ab.
Während des Zweiten Weltkrieges war Mariaux Korrespondent der Kölnischen Zeitung in Paris. Nach 1945 beriet Mariaux den ehemaligen Kölner Oberbürgermeister und späteren Bundeskanzler Konrad Adenauer zeitweise bei dessen Zeitungsaktivitäten.
In den 1950er und 1960er Jahren war Mariaux in der Wirtschaft tätig, u. a. verfasste er eine Festschrift zum 75. Geburtstag von Paul Silverberg. Sein Nachlass befindet sich im Rheinisch-Westfälischen Wirtschaftsarchiv.

## Ehe und Familie
Am 10. Oktober 1938 heiratete Mariaux in Breslau Ursula Irmgard von Richthofen (* 9. Juli 1914 in Breslau; † 8. Januar 1989 in Bad Honnef), eine Tochter des Hermann Otto Friedrich von Richthofen (* 12. August 1872 in Dürrjentsch; † 24. Dezember 1920 in Breslau).

## Archivalien
Mariauxs Nachlass wird im Rheinisch-Westfälischen Wirtschaftsarchiv verwahrt. Zudem liegt eine Spruchkammerakte zu ihm im Landesarchiv NRW (NW 1049, Nr. 4043).

## Schriften
Schriften als Autor:
- Die Wirtschaftspolitik des Deutschen Reiches im 16. Jahrhundert, 1921.
- Der Schutthaufen. Aufruhr einer Welt - Volk im Raum - Das Werden des Reichs, Berlin 1931.
- Nationale Aussenpolitik, Oldenburg 1932.
- Die Interimistische Diözesanregierung, Insbesondere der Kapitularvika. Rechtshistorische und Rechtsdogmatische Würdigung Seines Interregnums Unter Berücksichtigung der Bischöflichen Diözesanleitung und der Verhältnisse von Staatskirchenrecht und Kanonischem Recht bei Erledigung des Bischofsstuhles, 1940.
- Die Form des Rechtsgeschäfts in der Rechtsprechung zum Deutschen Internationalen Privatrecht Seit 1935, 1951.
- Gedenkwort zum Fünfzigjährigen Bestehen der Firma Otto Wolff am 25. Juni 1954 unter Mitwirkung von Freunden und Mitarbeitern, 1954.
- Gedenkwort zum Hundertjährigen Bestehen der Harpener Bergbauaktiengesellschaft, Dortmund 1956.
- Gedenkwort zum Hundertjährigen Bestehen der Industrie- und Handelskammer Bochum, Bochum 1956.

Schriften als Herausgeber:
- Paul Silverberg: Reden und Schriften, Köln 1951.